# Łysobyki (Zanowinie)
Łysobyki – część wsi Zanowinie w Polsce położona w województwie lubelskim, w powiecie chełmskim, w gminie Dorohusk.
W latach 1975–1998 Łysobyki  administracyjnie należały do województwa chełmskiego.